# Sonnenschein (Dönberg)
Sonnenschein ist eine Ortslage im Norden der bergischen Großstadt Wuppertal.

## Lage und Beschreibung
Die Ortslage liegt im Norden des Wohnquartiers Uellendahl-West im Stadtbezirk Uellendahl-Katernberg auf einer Höhe von 289 m ü. NHN an der Straße Westfalenweg am Abzweig nach Schneis. Der Name Sonnenschein ist als eigenständige Bezeichnung für diese Ortslage mehrheitlich nicht mehr im Bewusstsein der Bevölkerung vorhanden, der ursprüngliche Wohnplatz ist in der Wohnbebauung entlang des Westfalenwegs aufgegangen.
Weitere benachbarte Orte sind die Höfe und Ortslagen Obenrohleder, An der Roster, Am Gebrannten und die unmittelbar benachbarten Ortslagen Bratwurst und Neuensonnenschein. 
In der lokalen Mundart wurde der Ort auch als Besthüsken bezeichnet.

## Geschichte
Im 19. Jahrhundert gehörte Sonnenschein zu den Außenortschaften der Bauerschaft und der Kirchengemeinde Dönberg in der Bürgermeisterei Hardenberg, die 1935 in Neviges umbenannt wurde. Damit gehörte es von 1816 bis 1861 zum Kreis Elberfeld und ab 1861 zum alten Kreis Mettmann. Der Ort lag damals direkt an der Grenze der Bauerschaft zur Uellendahler Rotte der Oberbürgermeisterei Elberfeld.
Der Ort ist auf der Topographischen Aufnahme der Rheinlande von 1824 unbeschriftet und auf der Preußischen Uraufnahme von 1843 als Sonnenschein eingezeichnet. 
Im Gemeindelexikon für die Provinz Rheinland von 1888 werden für Sonnenschein ein Wohnhaus mit 17 Einwohnern angegeben.
An Sonnenschein verlief ein Kohlenweg von Sprockhövel nach Elberfeld, auf dem im ausgehenden 18. Jahrhundert und in der ersten Hälfte des 19. Jahrhunderts Steinkohle von den Zechen im südlichen Ruhrgebiet zu den Fabriken im Wuppertal transportiert wurde, das in dieser Zeit das industrielle Herz der Region war. Der ist heute als die Straße Westfalenweg bekannt.
Mit der Kommunalreform von 1929 wurde der südliche Teil Dönbergs von Neviges abgespalten und mit weiteren, außerhalb von Dönberg liegenden Nevigeser Ortschaften in die neu gegründete Stadt Wuppertal eingemeindet, so auch Sonnenschein. Nördlich von Sonnenschein verlief bis 1975 die Stadtgrenze zwischen Wuppertal und Neviges, unmittelbar südlich davon bis 1929 die von Neviges zu Elberfeld. Durch die nordrhein-westfälische Gebietsreform kam Neviges mit Beginn des Jahres 1975 zur Stadt Velbert und das restliche Dönberg wurde ebenfalls in Wuppertal eingemeindet. Dadurch verlor Sonnenschein seine Grenzlage.